# Infanterie

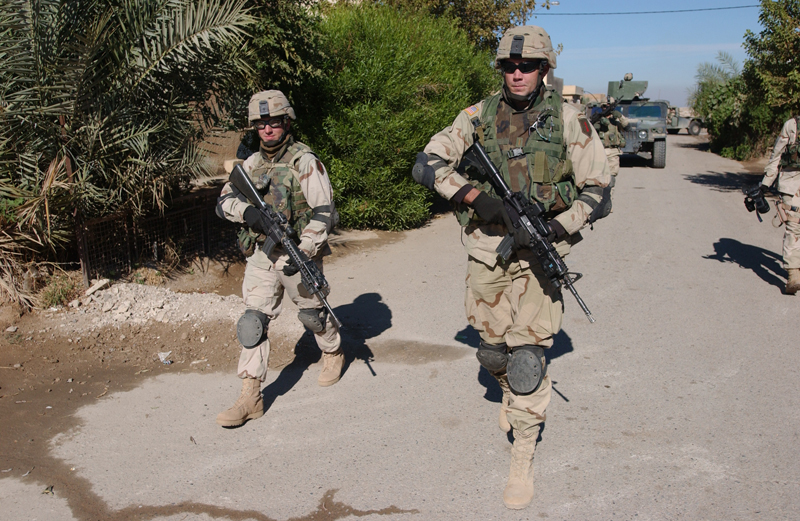
Infanterie

Infanteria reprezintă componenta principală a Forțelor Terestre și este destinată să desfășoare operații decisive, independent sau împreună cu celelalte arme, în orice zonă și pe orice direcție.